# حق شرط
حق شرط یا تحفظ یا تحدید تعهد در حقوق بین‌الملل به معنای خودداری از اعمال بخشی از مقررات یک معاهده توسط یکی از طرف‌های آن معاهده است. کنوانسیون وین در مورد حقوق معاهدات (۱۹۶۹) حق شرط را اینچنین تعریف کرده‌است:
«بیانیه یک‌جانبه‌ای که یک کشور تحت هر نام یا به هر عبارت در موقع امضا، تصویب، پذیرش، تأیید یا الحاق به یک معاهده صادر و با آن قصد خود را اعلام می‌کند که اثر حقوقی بعضی از مقررات معاهدات به هنگام اجرای آن معاهده نسبت به خود را نمی‌پذیرد یا آن را تغییر می‌دهد»
حق شرط تنها نسبت به معاهدات چندجانبه اعمال می‌شود و در معاهدات دوجانبه قابل اجرا نیست.
درگذشته عقیده بر این بود که حق شرط تنها با موافقت تمام طرف‌های معاهده قابل پذیرش است. با این حال با افزایش تعداد دولت‌ها، پیچیده‌تر شدن موضوع معاهدات و تشویق شمار بیشتر کشورها به پیوستن به معاهده، شیوه انعطاف‌پذیرتری نسبت به حق شرط اتخاذ شده‌است. از جمله دیوان بین‌المللی دادگستری در سال ۱۹۵۱ در نظریه مشورتی خود در قضیه شرط‌های اعمال شده بر کنوانسیون منع نسل‌کشی اعلام کرد که وقتی دولتی شرطی را مطرح می‌کند که تنها یک یا چند عضو کنوانسیون با آن مخالفند، دولت مزبور می‌تواند طرف معاهده شمرده شود، مشروط بر اینکه این شرط با موضوع و هدف معاهده سازگار باشد.